# Commelina cecilae
Commelina cecilae är en himmelsblomsväxtart som beskrevs av Charles Baron Clarke. Commelina cecilae ingår i släktet himmelsblommor, och familjen himmelsblomsväxter.
Artens utbredningsområde är Zimbabwe. Inga underarter finns listade.